# Neottopteris cymbifolia
Neottopteris cymbifolia là một loài dương xỉ trong họ Aspleniaceae. Loài này được Tagawa mô tả khoa học đầu tiên năm 1949.
Danh pháp khoa học của loài này chưa được làm sáng tỏ. 